# Faida tra Nuova Camorra Organizzata e Nuova Famiglia
La faida tra Nuova Camorra Organizzata e Nuova Famiglia fu un conflitto armato svoltosi nella prima metà degli anni 1980 tra le organizzazioni camorristiche della Nuova Camorra Organizzata e della Nuova Famiglia e conclusosi con la vittoria di quest'ultima.
Dopo la fine della guerra tra Nuova famiglia e NCO, ci fu una sorta di rottura tra i Nuvoletta-Gionta-D'Alessandro e gli Alfieri-Galasso-Bardellino. A sancire la fine del lungo rapporto fu l'omicidio di Raffaele Ferrara e il successivo arresto di Bardellino in Spagna. Raffaele Ferrara fu ucciso da Vittorio Vastarella, detto "Naso 'e cane", un malavitoso di Villaricca. Fatto fuori Papele 'e Magliarano, i Nuvoletta non avevano più rivali e divennero gli unici referenti di Cosa nostra in Campania.

## Sinossi storica
L'influenza di Cosa Nostra inizió a manifestarsi a Napoli e provincia nel 1957 con il boss Salvatore Greco meglio conosciuto a S. Lucia e dintorni come "Totò l'Ingegnere". L'insediamento dei siciliani era stato possibile in seguito a un tacito accordo con i trafficanti di droga corsi e marsigliesi; per i siciliani il tabacco, per i marsigliesi l'eroina, che veniva importata sotto forma di oppio dalla Turchia, dal Libano, dall'Iran, dell'Arabia e dell'Estremo Oriente. Raffinata nelle centrali di Marsiglia, tornava a Napoli e di qui proseguiva per la Sicilia. Dall'isola, infine, partiva per gli USA. In cambio dell'esclusione sulla droga i marsigliesi avevano garantito ai siciliani il controllo assoluto del tabacco. Ma l'equilibrio, durato quindici anni, si spezzò gli ultimi giorni del 1971. Smantellate le raffinerie clandestine di Marsiglia, bloccata la più importante fonte di rifornimento (quella della Turchia, dove la coltivazione dell'oppio è stata dichiarata illegale), il traffico della droga nel bacino del Mediterraneo ha preso canali diversi che sono sfuggiti al controllo dei marsigliesi (a favore dei siciliani). Per ritorsione i francesi hanno cercato d'impossessarsi del contrabbando di sigarette. L'inizio della sanguinosa guerra fra i due clan rivali risale al 22 dicembre 1971, con l'arresto, a San Giorgio a Cremano, di Gerlando Alberti, indicato dalla commissione antimafia come il capo delle nuove leve dell'organizzazione siciliana. L'arresto del capo mafioso getta lo scompiglio tra i contrabbandieri di tabacco: i loro agenti periferici non hanno più collegamenti con i vertici organizzativi. Napoli, il centro di smistamento delle sigarette più importante del Mediterraneo, rimane isolata. A Napoli iniziano a scarseggiare le sigarette, ma soprattutto incomincia a sfilacciarsi la rete organizzativa: si hanno le prime vittime, i "capiparanza", non più controllati, sfogano vecchi rancori ricorrendo alle pistole. A questo punto intervengono i marsigliesi per mettere ordine: blandendo e minacciando, si garantiscono l'aiuto dei "capiparanza" e riprendono le redini del traffico. Ma i siciliani non stanno a guardare, scoppia una guerra e a farne le spese è la "guapperia" napoletana. In meno di due mesi, due boss del tabacco vengono uccisi nel centro della città da scariche di pallettoni sparate da auto in corsa, a cui seguono altri attentati.
• 22 dicembre 1971: arresto del mafioso siciliano Gerlando Alberti.
- 6 settembre 1972: Francesco Suarino (boss delle bionde a Ercolano) e Vincenzo Gargiulo ebbero uno scontro a fuoco con Tommaso Iengo e Mario Dell'Aglio.

Rimasero feriti l'amico del Suarino, Vincenzo Gargiulo e Tommaso Iengo, mentre il Dell'Aglio decedeva. 
Lo scontro doveva decidere la supremazia nel controllo del mercato delle sigarette di contrabbando nella zona di Resina fra le due bande rivali.
• 16 ottobre 1972: a Giugliano in Campania omicidio a colpi di mitra di Luigi Sciorio, all'uscita di casa, era il nipote e luogotenente di Alfredo Maisto.
• 19 dicembre 1972: scompare Emilio Palamara, fatto sparire dal Clan dei marsigliesi.
• 19 gennaio 1973: scompare Salvatore Elia "Cincilla".
• 20 gennaio 1973: omicidio di Luigi Pisanelli, nipote di Pio Giuliano, boss del "mercato nero" di Forcella.
• 23 gennaio 1973: omicidio di Luigi Grieco, detto "o' Scecco (Asino)'", in contatto stretto con la mafia siciliana.
• 22 gennaio 1973: omicidio di Armando Cacciapuoti, a colpi di lupara, nel centro storico di Villaricca del guardiano del cimitero, boss locale.
In questo contesto di scontri e instabilità s'inserisce un nuovo gruppo: la Nuova Camorra Organizzata di Raffaele Cutolo, nata con l'obiettivo di costruire una struttura verticistica in grado di cacciare dalla Campania i marsigliesi e i siciliani, che sfruttavano la frammentarietà delle famiglie napoletane per conquistare il territorio. A fine anni 1970 la NCO è in assoluto una delle organizzazioni più potenti d'Europa, ha un controllo totale. Oltre a tentare di costruire un'identità regionale su basi delinquenziali, Cutolo usa anche il suo ascendente per ricomporre liti e dispute all'interno del carcere. I risultati non si fanno attendere: la popolarità tra gli ex-detenuti è altissima i legami di gratitudine sono molto saldi e un mare di soldi comincia ad affluire nelle casse del Professore. Già nel 1980 la NCO poteva contare su circa 10 000 affiliati.

### Le cause dello scoppio
Il conflitto scoppiò perché Raffaele Cutolo pretendeva il pagamento di una tangente su ogni attività illecita, specialmente sul contrabbando di sigarette; a proposito il collaboratore di giustizia Alfonso Ferrara Rosanova, figlio e omonimo del boss Alfonso Rosanova, dichiarò:

### I tentativi di tregua
Per cercare di far continuare il più possibile la guerra, Salvatore Riina ordinò ai Nuvoletta di muoversi per combinare continue tregue fra la NCO e la NF. Bardellino, quando si rese conto del perché i Nuvoletta si mostrassero così attendisti e così poco propensi a chiudere la questione con Cutolo, si staccò definitivamente da loro, e legò con quelli che poi sarebbero diventati i suoi alleati storici, e cioè Carmine Alfieri e Pasquale Galasso. Ciro Maresca voleva eliminare Antonio Cuomo, ma questi fu ucciso da Raffaele Catapano e Pasquale Barra, fedelissimi di Cutolo, nel carcere di Poggioreale il 31 gennaio 1980, poiché non avrebbe avvertito Cutolo di un rapimento. La moglie di Cuomo, Carla Ciampi,  rivelò poi ai giudici gli esecutori e i mandanti dell'omicidio. Nel febbraio di quell'anno, la Ciampi fu ammazzata a colpi di pistola nella sua auto. Cuomo fu poi rimpiazzato da Antonio Lucarelli.

### La fine e le conseguenze
Dopo il processo a carico dell'organizzazione di Cutolo, il clan Nuvoletta diventò il gruppo importante dell'area napoletana, supportati da Giuseppe Polverino di Marano di Napoli, Nicola Nuzzo di Acerra e da Valentino Gionta col suo braccio destro Migliorino di Torre Annunziata. Dopo la sconfitta della NCO di Cutolo la Nuova Famiglia si spaccò, dando vita a una lotta tra i suoi componenti. Il 17 marzo 1984 avviene un maxi-blitz ai danni della Nuova Famiglia con l'emanazione di 512 ordini di cattura a carico dei componenti. Nel 1983, mentre i Giuliano erano impegnati in una guerra contro il clan Misso, avviene la scissione e i Nuvoletta iniziano una guerra con i fuoriusciti della Nuova Famiglia che appoggiavano Carmine Alfieri, supportata dal clan Galasso di Poggiomarino, Angelo Moccia, Bardellino, Contini (con il braccio destro Riccardo Perucci), Licciardi, Giuseppe Mallardo (col braccio destro Luigi Esposito), ed erano aiutati dai Corleonesi, il clan dei Casalesi era invece fiancheggiato dai cosiddetti "scappati" come Tommaso Buscetta nella fedele riproduzione, sul territorio campano, della seconda guerra di mafia in corso nella provincia di Palermo, che vedrà questi ultimi prevalere.

## Antefatti

### Il biennio 1976/1977
Alla fine degli anni 1970 ci furono alcuni omicidi prodromici, tra i quali si ricordano:
- 31 maggio 1976: omicidio di Gennaro Moccia.
- 26 agosto 1976: omicidio di Domenico Tripodo, capobastone della 'Ndrangheta calabrese e capo dell'omonima cosca, controllava Reggio Calabria e le zone circostanti negli anni cinquanta e sessanta. Tripodo fu ucciso in cella su richiesta di Paolo De Stefano dalla Nuova Camorra Organizzata di Raffaele Cutolo che lavorava con loro nel traffico di droga. I De Stefano divennero la 'ndrina predominante a Reggio Calabria.
- 1976: tentato omicidio di Antonio Spavone su ordine di Raffaele Cutolo. Anche se negli anni resta l'ipotesi che il vero mandante dell'agguato fu Michele Zaza.
- giugno 1977: duplice omicidio di Alfredo Taborre e Giuseppe Barbera, due contrabbandieri siciliani. Michele Zaza e Lorenzo Nuvoletta furono accusati del duplice omicidio.
- giugno 1977: omicidio di Carlo Lardone, gregario dei Vollaro. Nel 2003 Luigi Vollaro fu condannato a un secondo ergastolo per questo omicidio. Nello specifico sembra che Lardone abbia pagato con la vita l'intenzione di rivelare ai giudici numerosi reati commessi dal clan e le collusioni tra i Vollaro e alcuni politici nel sistema degli appalti truccati.
- 1977: omicidio di Ernesto Dante Pagano, detto 'Dantuccio', un guappo legato alla Nuova Camorra Organizzata di Raffaele Cutolo e ucciso nel 1977 su mandato di Antonio Bardellino, perché colpevole di averlo minacciato con la pistola. Il delitto ne accresce il prestigio.
- 24 ottobre 1977: omicidio di Giulio Battimelli, avvocato. Cutolo avrebbe voluto fare un favore alla famiglia Moccia all'epoca in guerra con i Giugliano di Afragola, di cui Battimelli era il difensore.

### 1978
Il 5 febbraio 1978 Raffaele Cutolo evade dal manicomio criminale di Aversa, rimarrà latitante per più di un anno, sino al 15 maggio 1979 (giorno della sua cattura). Cutolo fuggì dall'OPG di Aversa grazie anche all'opera di Giuseppe Puca, in modo violento: una carica di nitroglicerina piazzata all'esterno dell'edificio squarciò le mura permettendo la fuga del boss. Nel corso della latitanza avvia rapporti con la malavita pugliese, con la 'Ndrangheta e con le bande lombarde di Renato Vallanzasca e Francis Turatello per il commercio della cocaina. Con il falso nome di Prisco Califano, Cutolo gira l'Italia, si reca a Ottaviano dal sindaco Salvatore La Marca. In poco tempo, la NCO penetra tutti i settori dell'economia campana e, anche grazie alla connivenza e l'assenso dei politici locali, riesce a usufruire dei fondi della CEE destinati ai produttori di conserve.
- 20 maggio 1978: omicidio di Attilio Fantini. Proprio nel locale di Attilio Fantini, "Michele O' Pazzo", al secolo Zaza, s'incontrava con i suoi luogotenenti. Era il fratello di Corrado, ucciso il 5 agosto 1984, ed Enrico Fantini, coinvolto nel maxi-blitz contro la "Nuova Famiglia". Dietro l'agguato di Attilio ci sarebbe lo zampino di Cutolo, fu il primo omicidio messo a segno contro Zaza, già all'epoca le due organizzazioni non si vedevano di buon occhio. Quest'agguato è da ritenere il primo vero e proprio omicidio che fece scoppiare la guerra tra le due organizzazioni, la Nuova Camorra Organizzata di Cutolo e la Nuova Famiglia, se non quanto meno un omicidio prodromico di quello che sarebbe avvenuto in seguito, successivamente.
- 29 maggio 1978: omicidio di Antonio Giugliano, 37 anni, e tentato omicidio di Mario Grammatico ed Emilio Dranzi, il capoclan. Nell'agguato viene ferito anche Vincenzo Ponte, 27 anni, che aveva l'unica colpa di tentare a disarmare il giovane Antonio Moccia (13 giugno 1964) figlio del capoclan Gennaro, all'epoca dei fatti non ancora 14enne. L'agguato va inserito nella faida tra la famiglia Moccia e i Giugliano/Magliulo. Cutolo avrebbe dato il supporto alla famiglia Moccia stando alle fonti dell'epoca prima che si schierasse contro i cutoliani.
- 13 settembre 1978: omicidio dell'avvocato Pasquale Cappuccio, viene ucciso per ordine di Cutolo.
- 1978: duplice omicidio di Bruno Tagliamonte e Ernesto Gallo, concittadini di Alfonso Rosanova. Furono uccisi da Giovanni Marandino e scaricati in un lago.
- 4 novembre 1978: tentato omicidio di Antonio Maisto, da parte degli uomini di Bardellino. Negli anni 1970 iniziò una faida tra le famiglie di camorra Giugliano e Maisto (famiglie Sciorio e Iacolare) e la famiglia Mallardo.

Nel 1978 Luigi Giuliano riunisce diversi boss nella cosiddetta "Onorata Fratellanza" e tenta di stabilire una spartizione del territorio tra cutoliani e anticutoliani. L'arroganza e la ferocia di Cutolo non rendono fattibile tale mediazione tanto che i boss si costituiscono come Nuova Famiglia inaugurando una delle più sanguinarie guerre di camorra del secolo. 
L'8 dicembre 1978 nasce la Nuova Fratellanza o Fratellanza napoletana, la futura Nuova Famiglia (NF) perché una sera di dicembre Cutolo mandò a Luigi Giuliano due picciotti di sgarro (Mario Savio, detto Marittiello 'o Bellillo e Raffaele Adorasi, detto 'o Nonno), con un messaggio: «Don Raffaele ha detto che gli dovete la sua parte: vuole 500 milioni subito e 50 mila lire ogni cassa di sigarette che sbarca a Napoli. Vi conviene accettare, perché altrimenti non campate tranquilli». La fratellanza, nata in un basso napoletano per contrastare Cutolo, riunisce inizialmente tre clan: i Giuliano (del quartiere napoletano di Forcella), i Vollaro (di Portici) e i Mallardo (di Secondigliano). Questi tre clan sono guidati rispettivamente da Luigi Giuliano (Napoli, 3 novembre 1949) detto Lovigino, Luigi Vollaro (San Sebastiano al Vesuvio, 18 dicembre 1932 – Milano, 3 dicembre 2015), detto 'o Califfo e Francesco Mallardo (Giugliano in Campania, 1º aprile 1951). Tra i promotori della Nuova Famiglia troviamo anche Mario Fabbrocino (Ottaviano, 5 gennaio 1943 - Parma, 23 aprile 2019), detto 'o Gravunaro, alla guida del clan Fabbrocino.

## Cronologia

### 1978
- 8 dicembre 1978: tentato omicidio di Pasquale Zaza, nipote di Michele Zaza.
- 1978: omicidio di Felice Vincenzo Alfieri. Fu ucciso dalla NCO (con conseguente pretesa dell’adesione di Carmine Alfieri alla NF).
- 1978: tentato omicidio di Ciro Maresca, fratello di Pupetta, a tentare di ucciderlo fu Antonino Cuomo, uomo di Cutolo. La sorella di Ciro, Pupetta Maresca, non ha bisogno di vendicarsi perché Cutolo ucciderà Cuomo il 28 gennaio 1980 in carcere, e a compiere l'omicidio saranno Raffaele Catapano e Pasquale Barra perché Cuomo non ha detto al suo capo di un rapimento.
- fine 1978: tentato omicidio di Enrico Barra, figlio di Pasquale Barra, a tentare di ucciderlo fu Salvatore Serra.
- fine 1978 o inizio 1979: tentato omicidio di Sabato Galasso, padre di Pasquale Galasso.

La lotta tra le fazioni fu alquanto sanguinosa: le vittime furono 71 nel 1979, 134 nel 1980, 193 nel 1981, 237 nel 1982, 238 nel 1983 e 114 nel 1984. 
Tra il 1979 e il 1981 si ha una confederazione di clan camorristici chiamata Nuova Famiglia, in cui confluivano i: Zaza (San Giovanni a Teduccio), Alfieri (Piazzolla di Nola, Nola e Saviano), Galasso (Poggiomarino), Bardellino (Casal di Principe e San Cipriano d'Aversa), Ammaturo (Castellammare di Stabia e referenti di Alfieri nella zona di Pomigliano d'Arco), Nuvoletta (Marano di Napoli), Gionta (Torre Annunziata), D'Alessandro (Castellammare di Stabia), Moccia (Afragola), Fabbrocino (che controllavano le zone di Piazzolla di Nola, San Gennaro Vesuviano, San Giuseppe Vesuviano, San Gennarello, Palma Campania e parte di Terzigno), Magliulo (Afragola, Casal di Principe e in tutto l'alto casertano), Vangone (Boscotrecase), Nuzzo (Acerra), Vollaro (Portici), Cava (Quindici), Matrone (Scafati), Cesarano (attivi tra Castellammare e Pompei), Ferrara (Villaricca) e Misso (del quartiere napoletano conosciuto come Rione Sanità), questi ultimi perno della Nuova Famiglia, nello scontro tra Nuova Famiglia e Nuova Camorra Organizzata non presero posizione fino a quando nel 1981 si decisero a comandare dal Brasile la guerra contro Cutolo e quella contro i Giuliano di Forcella.

### 1979
- 6 gennaio 1979: Luigi Riccio (1957) divenne sottufficiale di Nicola Nuzzo.
- 10 maggio 1979: omicidio di Francesco Langella, rapitore di Gaetano Casillo. Il 10 maggio 1979 qualcuno telefona alla redazione de Il Mattino intimando ai rapitori del ragazzo di liberare immediatamente l'ostaggio: poco dopo, il rapitore sarà assassinato.
- 15 maggio 1979: arresto di Raffaele Cutolo (che precedentemente era evaso dal manicomio criminale di Aversa il 5 febbraio 1978) viene recluso nel carcere di Poggioreale, sua sorella Rosetta Cutolo, d'ora in avanti conduce per lui la sanguinosa guerra contro le altre famiglie facente capo al cartello della Nuova Famiglia (NF). Cutolo viene catturato in un casolare ad Albanella in provincia di Salerno.
- maggio 1979: omicidio dei vivandieri che favorirono la latitanza di Raffaele Cutolo.
- 2 giugno 1979: omicidio di Antonio Scotto, portinaio di San Giorgio a Cremano, che prima di spirare dice ai soccorritori: «È stato Luigi Vollaro». Il poveretto aveva fatto l'errore di mettersi proprio con Giuseppina Velotto, da cui 'o Califfo ha avuto tre figli. Anche lei è punita, e il suo corpo bruciato (le sue ossa carbonizzate sono trovate da un cane una mattina di novembre 1979, a San Sebastiano, lungo le pendici del vulcano). Lui negherà sempre di avere ucciso la Velotto: «Quella donna è scappata di casa, lasciandomi tre figli che stanno ancora con me. Sarà all'estero, chissà dove. I Carabinieri trovarono un piede e credono che sia il suo». Sarà condannato a 25 anni e quattro mesi per entrambi gli omicidi (13 luglio 1984). Il 1º marzo 1982 viene arrestato dopo quasi tre anni di latitanza, con l'accusa di essere il mandante di quattro omicidi e di essere a capo di un'organizzazione che si oppone alla Nuova Camorra Organizzata di Cutolo. Il blitz avvenne all'alba, nella sua villa, dove si consegna dopo aver minacciato di far saltare tutti in aria. Tre ore di trattative, si concorda che non venga arrestato nessuno dei suoi familiari (nella villa harem di San Sebastiano sono state trovate sedici donne – alcune sono parenti - e sequestrate due pistole, coltelli, due bombe e due fucili automatici). Prima di farsi ammanettare chiede e ottiene di farsi una doccia, dopodiché si fa tradurre in carcere in un elegante doppio petto grigio. Inizia la sua processione nelle aule di giustizia.
- 1979: tentato omicidio di Carmine Giuliano (30 marzo 1953 - 2 luglio 2004) rimase gravemente ferito alle gambe.[3]
- 1º settembre 1979: omicidio di Ciro Russo, detto 'o Fascista, affiliato al clan Zaza, e inoltre manteneva buoni rapporti con la Nuova Camorra Organizzata di Raffaele Cutolo. Fu ucciso nel bar Miranapoli.
- 4 ottobre 1979: duplice omicidio di Antonio e Giovanni Ausanio, a questa brutale esecuzione assiste anche il figlio di 10 anni Salvatore Ausanio. Gli omicidi sono ascrivibili alla guerra tra le famiglie Moccia e Giugliano.
- 21 ottobre 1979: omicidio di Luigi Maisto. I sicari di Antonio Bardellino non mancano il bersaglio. Luigi Maisto viene infatti freddato con una scarica di pallettoni alla fronte. Nello stesso agguato resta ferito il fratello Enrico che sarà poco dopo arrestato.
- 6 novembre 1979: omicidio di Gelsomina Martini e tentato omicidio di Paolo Bocchicchio, Giuseppe Marra e Roberto Caterina. Il vero obiettivo dell'agguato era Francesco D'Agostino membro della NCO.
- 7 dicembre 1979: omicidio di Elena Iacomino e tentato omicidio di Antonio Alfieri, 26 anni, Alfieri era affiliato agli Zaza, mentre la Iacomino era la sua fidanzata, fu uccisa a Portici, in una profumeria, il negozio era di sua proprietà.
- 9 dicembre 1979: tentato omicidio di Pasquale Russo.
- dicembre 1979: tentato omicidio di Pasquale Zaza. Il clan Giuliano fece un'imboscata al nipote di Michele Zaza.

### 1980
Nel 1980 Giuseppe Maresca festeggia il suo matrimonio nel ristorante "La Cascina" di Domenico Ferrara, fedelissimo di Antonio Bardellino, boss di Giugliano e Caserta. Il 7 novembre 1980 l'assessore Mimmo Beneventano viene ucciso a Ottaviano mentre scende dalla sua auto, per ordine di Cutolo. Il 23 novembre ci fu una forte scossa di terremoto in Campania. Cutolo approfittò della confusione nel carcere di Poggioreale per ammazzare Antonino Palmieri, tramite Salvatore Esposito e Pasquale D'Amico, perché aveva cambiato fronte, alleandosi con i Bardellino e i Giuliano, della Nuova Famiglia. Cutolo fu poi trasferito ad Ascoli Piceno. Ma anche da Ascoli, il Professore decideva la vita e la morte. Il 10 dicembre fece uccidere il sindaco di Pagani Marcello Torre, ostacolo per gli appalti del dopo-terremoto.
- 5 gennaio 1980: omicidio di Vincenzo Velotta.
- 6 gennaio 1980: omicidio di Domenico Visconti.
- 9 gennaio 1980: viene ritrovato un corpo carbonizzato non identificato, sicuramente l'omicidio rientra nella faida tra la N.C.O. e la N.F.
- 14 gennaio 1980: omicidio di Domenico Bove, capo di una banda di ladri di appartamenti, fu ucciso a Ottaviano e a ucciderlo fu Giovanni Iacone, cognato di Raffaele Cutolo (1941).
- gennaio 1980: omicidio di Aldo Greco.
- 23 gennaio 1980: scompaiono Francesco Saverio Chianese e Francesco Iacolare che erano stati torturati e uccisi.
- 28 gennaio 1980: omicidio di Antonino Cuomo, luogotenente di Raffaele Cutolo e suo ex braccio destro, fu ucciso per non aver avvisato Cutolo di un sequestro, Alfonso Catapano e Pasquale Barra lo accoltellarono.  Sus vedova Carla Campi vuole giustizia e vuole vendicarsi contro gli assassini ma il 20 febbraio successivo Carla viene uccisa a spari nella sua auto. Cuomo viene sostituito dal suo vice Antonio Lucarelli.

Il boss di Ponticelli, Nicola Nuzzo, fu arrestato nel 1980 e sostituito da Luigi Riccio (1957) e suo cognato Vincenzo Duraccio. Luigi Riccio (1957) diventato il capo della camorra di Ponticelli fece come suoi capolini: Mario Incarnato, Salvatore Imperatrice (suicidio in carcere), Ernesto D'Alessandri e Carmine Argentato.
- 13 febbraio 1980: duplice omicidio di Paolo Petrella e Marco Piscitelli.
- 17 febbraio 1980: omicidio di Gaetano Alaja.
- 20 febbraio 1980: omicidio di Carla Campi, moglie di Antonino Cuomo. Quando venne crivellata a spari, non fece in tempo a impugnare la pistola che teneva nascosta in uno degli stivaletti insieme con quattro milioni. Stava uscendo da Sant'Antimo e, dopo la deposizione davanti al magistrato, avrebbe preso il treno per Ferrara.
- febbraio 1980: omicidio di Alfonso Loreto.
- 10 marzo 1980: omicidio di Umberto Cafara, cutoliano, avvenuto per ordine di Luigi Giuliano perché aveva ucciso un certo 'o Fascista.
- 23 marzo 1980: omicidio di Salvatore Squillante, ucciso a Sarno per ordine di Pasquale Loreto.
- 1980: tentato omicidio di Vittorio Annunziata.
- 13 maggio 1980: omicidio di Mario Reale.
- 17 luglio 1980: omicidio di Andrea Amendola.
- luglio 1980: omicidio di Giuseppe Mutillo, 24 anni (affiliato agli stessi Vollaro e per il quale Luigi Vollaro riceve la condanna per ergastolo, sentenza passata in giudicato il 2 gennaio 1983). Mutillo fu ucciso perché passò al clan rivale cutoliano.
- 23 luglio 1980: omicidio di Pasquale Russo (1900 - 1980) fruttivendolo, fu ucciso per errore. In quell'occasione rimase ferito anche il facchino Antonio Ferraro (1931).
- 29 luglio 1980: omicidio di Giorgio Barbarulo. L'omicidio non ha un movente di camorra, bensì a sfondo passionale, l'avvocato Barbarulo venne ucciso dal suo stesso cliente un pregiudicato legato alla NCO perché intratteneva una relazione con la sorella di questi.
- 29 agosto 1980: omicidio di Luigi Bifulco (cugino di Agostino). Pasquale Galasso (Poggiomarino, 17 maggio 1955) venendo a sapere che Bifulco sta assoldando dei killer per farlo fuori, prima di essere ammazzato organizza lui stesso un agguato (con Pasquale Langella e Antonio Federico), lo uccide di proprio pugno e per poco non ammazza anche il figlio. Questo atto gli fa conquistare definitivamente la stima di Carmine Alfieri, che se lo porta dietro, a Marano, nella tenuta di Lorenzo Nuvoletta, per discutere le strategie da attuare per contrastare la Nuova Camorra Organizzata.
- 31 agosto 1980: omicidio di Giuseppe Rispo. Lo stesso giorno viene ucciso Enrico Scorio.
- 31 agosto 1980: omicidio di Enrico Scorio. Lo stesso giorno viene ucciso Giuseppe Rispo.
- 23 settembre 1980: tentato omicidio di Mario Fabbrocino (1943) da parte degli uomini di Cutolo.
- 7 ottobre 1980: omicidio di Francesco Fabbrocino, fratello di Mario, venne ucciso dagli uomini di Cutolo. Don Mario si vendicherà 10 anni dopo uccidendo Roberto Cutolo, figlio di Don Raffaele.
- 11 ottobre 1980: omicidio di Ciro Rossetti, operaio dell'Alfa Sud ucciso per un errore a San Giovanni a Teduccio a seguito di una sparatoria fra clan rivali; lascia la moglie Antonietta Lamberti e due figli piccoli, Gennaro e Cristina. Un gruppo di malviventi inseguiva un pregiudicato, Ciro Sorrentino, che doveva essere ucciso dai rivali. Quella sparatoria fu ricostruita nei minimi dettagli dalle forze dell'ordine alcune settimane dopo. Ad affrontarsi erano in sei per regolare un conto in sospeso a colpi di pistola. Tre da una parte (Carmine Orso, Gennaro Limatola e Salvatore Piccolo) e tre dall'altra (Ciro Sorrentino, Luigi D'Alessandro e un altro non ancora identificato all'epoca). Ciro Sorrentino, che doveva essere ucciso, fu ferito gravemente e arrivò al Loreto Mare trasportato da un'ambulanza, un'ora dopo l'arrivo di Ciro Rossetti. Quello di Ciro Rossetti era il 93° omicidio di camorra del 1980. La notizia della sua morte ebbe solo piccoli spazi nelle cronache dei giornali locali.[4][5][6]
- 20 ottobre 1980: triplice omicidio di Luigi Bove, Michele Esposito e Franco Conticelli.
- 7 novembre 1980: omicidio di Domenico Beneventano, detto Mimmo (Petina, 11 luglio 1948 – Ottaviano, 7 novembre 1980), è stato un politico italiano, vittima della Camorra, viene ucciso a Ottaviano mentre scende dalla sua auto, fu ucciso per ordine di Raffaele Cutolo[7].
- 23 novembre 1980: strage di Poggioreale. Cutolo approfittò della confusione nel carcere di Poggioreale per ammazzare Antonino Palmieri, tramite Salvatore Esposito e Pasquale D'Amico, perché aveva cambiato fronte, alleandosi con i Bardellino e i Giuliano, della Nuova Famiglia.
- 1º dicembre 1980: omicidio di Gerardo Castellano.
- 11 dicembre 1980: omicidio di Marcello Torre (Pagani, 9 giugno 1932 – Pagani, 11 dicembre 1980) è stato un avvocato e politico italiano, ucciso dalla Camorra per ordine di Raffaele Cutolo[8].
- 17 dicembre 1980: omicidio di Filomena Morlando (Giugliano in Campania, 1955 – Giugliano in Campania, 17 dicembre 1980), insegnante. Nelle poche centinaia di metri che la separavano da via Monte Sion, la giovane donna si imbatté in un conflitto a fuoco tra appartenenti a bande rivali della camorra locale. L'obiettivo dei sicari, Francesco Bidognetti, detto "Cicciotto' 'e Mezzanotte", sfuggì all'agguato e più tardi sarebbe diventato uno dei capi del clan dei Casalesi[9].
- 24 dicembre 1980: triplice omicidio di Domenico Cercua, Luigi Ciccarelli e Gennaro Cacace. Lo stesso giorno Luigi Giuliano fu ferito durante un attacco, proprio la sera della vigilia di Natale del 1980.
- 27 dicembre 1980: omicidio di Luigi Valdini, capozona a Ercolano della NCO.

### 1981
Nel marzo del 1981, intanto, ci fu un vertice presso la penisola sorrentina al quale parteciparono Ammaturo, Alfieri e Bardellino, coi rispettivi capigruppo, in cui decisero di piazzare un'autobomba al castello di Cutolo, a Ottaviano, oltre che commettere omicidi in danno dei cutoliani, venendo meno all'accordo di pace concluso tempo prima. In quello stesso anno anche i Misso del quartiere Sanità decisero di allearsi alla Nuova Famiglia. Il 17 agosto 1981, su ordine di Cutolo (che ha sempre negato) viene ucciso a Nuoro il boss Francis Turatello, per supportare il clan dei Catanesi. Il 9 ottobre la Polizia ordina un blitz a casa di Cutolo: Rosetta scappa, ma vengono arrestati il figlio di Cutolo, Roberto, il nipote Luigi Cutolo, Sabatino Saviano, Giovanni Malandrino, Francesco Pirone, Salvatore e Sabatino Pavone, Salvatore Varriale, Michele Nappo e Mario Ferraro (poi tutti liberati dopo 8 mesi). Il 23 novembre il boss di Pagani, Salvatore Serra, morì in circostanze sospette nel carcere di massima sicurezza di Ascoli Piceno e la sua morte favorì l'ascesa del suo rivale, il cutoliano Salvatore Di Maio, il quale era fiancheggiato da Antonio Benigno, suo luogotenente. Il braccio destro di Serra, Giuseppe Olivieri, cominciò quindi a lavorare per la Nuova Famiglia, in particolare per Carmine Alfieri, e divenne il boss di Salerno. 
Il 27 dicembre Giuseppe Romano e suo figlio furono uccisi per ordine di Cutolo: Giuseppe era l'amante di sua sorella Rosetta. Nel 1981, inoltre, Cutolo ordina l'omicidio del vicedirettore del carcere di Poggioreale, Giuseppe Salvia, perché questi aveva scoperto che Cutolo aveva amicizie particolari al Ministero degli Interni che gli permettevano di trasferire i detenuti a suo piacimento, per poi organizzarne più facilmente gli omicidi. Nei primi anni '80 il boss della Sanità, Giuseppe Misso, organizzò due spettacolari rapine al Banco di Napoli e alla gioielleria Pane, con l'aiuto dei siciliani Gerlando Alberti, di un nipote di Pippo Calò e del killer Francesco Caccamo (più tardi poi ammazzato). 
Per cercare un'intesa, i principali gruppi campani nel 1981 tengono alcune riunioni a Poggio Vallesana, in una tenuta dei Nuvoletta. Cutolo non può essere presente perché dopo l'evasione è stato arrestato, ma lo rappresentano il fratello Pasquale, Vincenzo Casillo, suo braccio destro, ed altri dirigenti dell'organizzazione. La controparte è costituita da Bardellino, Alfieri e Galasso. Nuvoletta è l'ospite e cerca di svolgere una funzione di arbitro. Mentre si tengono alcune delle riunioni, Riina, Provenzano e Bagarella sono ospitati in un edificio separato. Nel corso delle discussioni le fasi di tensione erano inevitabili e per sedarle si ricorreva ai Corleonesi. Ma le riunioni non danno nessun esito, anche perché, secondo Galasso, Nuvoletta fa il doppio gioco. Vuole porsi come arbitro della controversia per acquisire autorevolezza, vuole stare dalla parte degli avversari di Cutolo, che tiene un comportamento eccessivamente espansionista, ma non vuole manifestare palesemente avversità a Cutolo, che è ancora potente. Perciò non si agita troppo. Il comportamento è quello tipico dei Corleonesi quando c'è uno scontro: fingere di parteggiare per uno dei contendenti, guardare come vanno le cose e poi schierarsi dalla parte di chi vince agevolandone il successo. Gli omicidi eccellenti si succedono gli uni agli altri. I fratelli di Alfieri e Galasso vengono uccisi dalle bande di Cutolo. Uomini di Cutolo cadono sotto i colpi dei clan avversi. Nel febbraio del 1981 il referente di Cutolo nella Banda della Magliana a Roma, Nicolino Selis, viene ucciso, insieme ai suoi luogotenenti Antonio Leccese e Giuseppe Magliolo, dagli stessi romani che non vogliono più sottostare ai napoletani nel traffico di droga.
- 1981: omicidio di Vincenzo Di Macco, detto 'o Romaniello.
- 3 febbraio 1981: omicidio di Nicolino Selis (Nuoro, 6 giugno 1952 – Roma, 3 febbraio 1981), luogotenente di Cutolo a Roma. Gli autori sono Maurizio Abbatino ed Edoardo Toscano.
- 14 febbraio 1981: triplice omicidio di Ciro Balisciano, Antonio Mangiapili e Vincenzo Piacente (quest'ultimo viene prima seviziato col fuoco, poi gli si schiaccia la testa tra un muro e un cancello). Vennero ammazzati durante una sommossa nel carcere di Poggioreale come era avvenuto il 23 novembre scorso sempre per mano dei cutoliani.
- 2 marzo 1981: tentato omicidio di Antonio Morgigni, il mitra che avrebbe dovuto abbatterlo s'inceppa.
- 12 marzo 1981: avviene una terrificante sparatoria: due morti e due feriti gravi sono il bilancio di un agguato compiuto da un commando di killer. Gli omicidi di Mariano Mellone, 33 anni, e Francesca Moccia, 48 anni. Il primo era padre di un bambino di appena 1 anno, ucciso per errore a seguito di sparatoria fra clan rivali, perché scambiato per il boss designato. Operaio in una fabbrica di calzature, quel giorno era riuscito ad ottenere un permesso di lavoro e, dopo aver accompagnato la moglie, si era recato nell'autofficina dell'amico per riparare l'auto. Mariano Mellone è riconosciuto vittima innocente della criminalità organizzata. Il vero obiettivo dell'agguato era il boss Ciro Mazzarella che sopravvisse assieme a Gennaro Palumbo[10].
- 19 marzo 1981: Durante una rivolta carceraria il 19 marzo 1981 i detenuti Massimo Loi e Bozidar Vulucevic furono uccisi dai detenuti Renato Vallanzasca, Antonino Faro, Mario Astorina, Vincenzo Andraus, Nunzio Consalez e Antonio "Nuccio" Miano. In seguito nel 1982 nel carcere di San Vittore fu ucciso Sabino Falco da Antonio "Nuccio" Miano.
- 27 marzo 1981: Duplice omicidio di Dino Gassani, avvocato penalista, e Giuseppe Grimaldi, segretario dell'avvocato Dino Gassani. Furono uccisi nel loro studio per non aver voluto rinunciare alla difesa di un pregiudicato, Biagio Garzone, imputato di omicidio volontario insieme a noti esponenti della criminalità vesuviana, fra i quali il famigerato boia delle carceri Raffaele Catapano. Il Garzione, uno dei primi pentiti della recente cronaca giudiziaria, confessò il delitto e chiamò in correità il Catapano, con una drammatica dichiarazione, ricca di particolari, a volte raccapricciante. Dino Gassani era nel suo studio, al Corso Vittorio Emanuele, quando gli si presentarono due clienti per incaricarlo di un'importante difesa penale, ma i cosiddetti clienti erano emissari di Catapano, che, pistole alla mano, gli chiesero di intervenire presso il Garzione per una ritrattazione dell'accusa. Gassani rifiutò sdegnosamente ogni imposizione e fu ucciso al suo posto di lavoro, insieme al suo fedele segretario, Pino Grimaldi. Prima di morire, negli ultimi attimi terribili della minaccia, Dino scrisse su un foglio che aveva davanti: "non posso perdere mai la mia dignità". Egli pose la sua dignità al di sopra della sua vita. Sarebbe stato facile fare una mezza promessa, mostrare un assenso anche parziale, ma egli non volle neppure sacrificare il valore dei propri principi morali[11].
- 31 marzo 1981: Omicidio di Anna Parlato Grimaldi (1936-1981): esponente della borghesia napoletana, nel 1997 il pentito Ciro Vollaro dichiarò che la Grimaldi era stata uccisa per terrorizzare la sua famiglia, i clan napoletani, infatti, qualche mese prima avevano rapito suo nipote Gianluca per finanziare la guerra a Raffaele Cutolo, ma i Grimaldi avevano pagato solo una parte dei 5 miliardi richiesti.
- 1981: Omicidio di Claudio Olivati, fu strangolato. Nel 1981 fu detenuto nel carcere di Badu e Carros, Claudio Olivati fu strangolato da Vincenzo Andraous e Cesare Chiti.

Nel 1981 fu arrestato Luigi Riccio (1957), il quale fu sospettato di 18 omicidi, al suo posto gli successe Mario Incarnato (classe 1953).
- 14 aprile 1981: omicidio di Giuseppe Salvia (Capri, 23 gennaio 1943 - Napoli, 14 aprile 1981), vicedirettore del carcere di Poggioreale[12].
- 20 maggio 1981: tentato omicidio di Raffaele La Pietra, segretario della sezione comunista: i proiettili lo colpiscono al petto e alla nuca, ma riesce a sopravvivere.
- 30 maggio 1981: ferimento del membro della Nuova Famiglia Antonio De Caro.
- 31 maggio 1981: esplosione di un ordigno nei pressi della villa di Raffaele Cutolo, probabilmente per ordine di Antonio Bardellino (1945 - 1988) e Umberto Ammaturo.
- 2 giugno 1981: omicidio di Antonio Licciardi, fratello del futuro capoclan Gennaro.
- 5 giugno 1981: omicidio di Ciro De Rosa, cutoliano, in risposta all'omicidio di Antonio Licciardi. Gennaro Licciardi (1956 - 1994) vendicherà il fratello a Porta Capuana, dove a colpi di mitra ucciderà il cutoliano Ciro De Rosa.
- 5 giugno 1981: omicidio di Agostino Battagli, agente di custodia che prestava servizio nel carcere di Poggioreale, gli fu teso un agguato mentre tornava a casa nel comune di Portici[13][14].
- giugno 1981: tentato omicidio del nipote di Antonio Spavone, il figlio di un fratello.

Nell'estate del 1981 presso la masseria dei Nuvoletta - presente, per Cosa Nostra siciliana, anche il capo dei Corleonesi Totò Riina - i boss si riuniscono per porre fine alla mattanza, una tregua che Cutolo non sembra volere accettare. Infatti, dopo poco tempo i cutoliani uccidono Salvatore Alfieri e la guerra riprende, a tutti i livelli ed in tutti gli ambienti. A tal fine, le carceri sono suddivise in due sezioni separate, una per i cutoliani (in numero maggiore) e l'altra per gli affiliati alla "Nuova Famiglia", ritenuti militarmente meglio organizzati; ma tuttavia alcuni ritengono che il fattore decisivo per le sorti della guerra sia in realtà stata la graduale perdita di appoggio politico. 
Il 24 luglio 1981 viene liberato Ciro Cirillo, le Brigate Rosse ottengono 5 milioni di dollari dall'avvocato Enrico Sambelli, che lo consegna al capo delle Brigate Rosse Giovanni Senzani, i soldi sono pagati dai costruttori che in cambio avrebbero ricostruito ciò che è stato distrutto dopo il terremoto dell'Irpinia del 1980.
- 7 agosto 1981: omicidio di Alfonso Scarpa e tentato omicidio di Giovanni Marandino.
- 17 agosto 1981: omicidio di Francis Turatello (Asiago, 4 aprile 1944 – Nuoro, 17 agosto 1981).
- 1º settembre 1981: omicidio di Francesco Diana. Il 1º settembre 1981 è stato detenuto il politico socialista Francesco Diana, pugnalato a morte (35 volte pugnalato) in carcere da Luigi Riccio e i suoi uomini Salvatore Imperatrice, Michele Mangiapia e Raffaele Velotto, tutti agli ordini di Cutolo.
- 3 settembre 1981: omicidio di Pasquale Damiano, uomo di Luigi Riccio. La sua vedova prese come amante Ciro Fiorentino nel 1982.
- 3 settembre 1981: omicidio di Antonio Lucarelli.
- 3 settembre 1981: omicidio di Antonio Cleopatra.
- 3 settembre 1981: omicidio di Giovanni Maione.
- 6 settembre 1981: omicidio di Salvatore Tamarisco, nipote degli Zaza e dei Mazzarella.
- 7 settembre 1981: omicidio di Ciro Galli (uomo di Cutolo), impiegato dei cantieri navali di Massa Carrara. Pupetta Maresca fu accusata di essere la mandante dell'omicidio. Il PM chiese l'ergastolo, ma nel 1985 fu assolta per mancanza di prove. Secondo il Pubblico Ministero Liborio Di Maio, per uccidere Galli, la "vedova della malavita napoletana" aveva ingaggiato tre killer, Pasquale Mercurio e Filippo Savino (anch'essi assolti per insufficienza di prove) e Antonio Vangone. Il delitto avvenne a Castellammare di Stabia per una vendetta trasversale.
- 11 settembre 1981: duplice omicidio di Salvatore Montella e Carlo Umberto Cirillo. I Gionta fanno piazza pulita dei capizona della Nuova Camorra Organizzata di Cutolo a Torre Annunziata.
- 28 settembre 1981: omicidio, nel carcere di Poggioreale, di Salvatore Varriale vicino a Cutolo[15].
- 2 novembre 1981: omicidio di Pasquale Perna, venne ucciso di primo pomeriggio, con la "paranza" composta da Massimo Scarpa, Antonio Schirato, Raffaele Bavarese, Nicola Avitabile, Crescenzo Di Donna e Vito Menzione. Perna venne ucciso a bordo della sua auto insieme ad Antonio Ginestra, che riuscì a salvarsi fuggendo.
- 2 novembre 1981: suicidio/omicidio di Salvatore Serra (1949 - 1981).
- 4 dicembre 1981: omicidio di Antonio Catalano, ucciso per aver tradito la NF passando con la NCO. Luigi Giuliano, Giuseppe Misso e Antonio Bardellino in seguito dovettero rispondere di quest'omicidio. Catalano fu ucciso anche perché era confidente della Polizia.
- 26 dicembre 1981: omicidio di Salvatore Alfieri (1939 - 26 dicembre 1981), fratello di Carmine Alfieri. Alfieri giocava con una nipotina nel locale dalla moglie quando i sicari di Cutolo fingendo d'essere clienti normali, individuarono Alfieri e poi lo crivellarono a proiettili. L'omicidio è una risposta al rifiuto dell'adesione alla NCO del fratello Carmine
- 27 dicembre 1981: omicidio di Giuseppe Romano e suo figlio Michele, furono uccisi per ordine di Cutolo: Giuseppe era l'amante di sua sorella Rosetta.

### 1982
Il 1982 è l'anno in cui si registra il maggior numero di omicidi in Campania, 284, segno della permanente instabilità delle relazioni tra gruppi camorristici. Ed è proprio a partire dal 1982 che comincia il declino di Cutolo e l'ascesa di Alfieri. Durante il maxi-arresto contro gli uomini di Cutolo, il boss Giuseppe Misso viveva in Brasile e comandava da lì la guerra contro Cutolo e quella contro i Giuliano di Forcella. I boss dei Quartieri Spagnoli, Ciro e Marco Mariano, si allearono con i Giuliano. 
Il 1º aprile 1982, i Carabinieri trovarono a Ottaviano il corpo senza vita dello psicologo Aldo Semerari, amico di Cutolo; era stato ammazzato da uomini al comando di Umberto Ammaturo e della fidanzata Pupetta Maresca. 
Il 15 aprile la madre del detenuto Antonio Di Matteo fu ammazzata a colpi di mitraglietta. La donna riceveva gli ordini di Cutolo tramite il figlio Antonio. Il giorno dopo il fratello di Antonio, Mattia, fu trovato bruciato nella sua auto. Il 18 aprile Antonio Di Matteo fu impiccato nella sua cella da Marco Medda e Pasquale D'Amico, perché Cutolo aveva paura che cominciasse a parlare. Il giorno dopo Cutolo fu trasferito al carcere dell'Asinara, il più duro e protetto dell'epoca in Italia, per ordine del Presidente della Repubblica Sandro Pertini. Nello stesso mese il cassiere di Cutolo, Alfonso Rosanova, fu ucciso in un ospedale di Salerno per ordine di Carmine Alfieri. 
Il 25 maggio Celeste Bifulco fu ammazzata. Seguirono, in quei mesi, gli omicidi di decine di uomini legati a Cutolo, tra i quali: Giacomo Frattini, il boss calabrese Ciccio Canale, Antonio Lucarelli e Armando Visone. Il 6 luglio un vertice della Nuova Famiglia all'Hotel Belvedere fu interrotto dalla Polizia. Nel luglio del 1982, inoltre, le Brigate Rosse ammazzarono il capo della squadra mobile napoletana Antonio Ammaturo per ordine di Cutolo, perché aveva acquisito le prove dei contatti tra Cutolo, alcuni politici e le stesse Brigate Rosse (durante il rapimento dell'assessore Cirillo). Il 31 agosto 1982 ad Ascoli Piceno viene ucciso da Paolo Dongo il capo del Clan dei marsigliesi, Albert Bergamelli. Il 13 settembre 1982 i luogotenenti di Cutolo, Sergio Marinelli e Vincenzo Casillo, organizzarono un agguato al giudice Antonio Gagliardi, eseguito da Massimo Scarpa di Castellammare, ma il giudice sopravvive. 
Nello stesso anno Andrea Pandico, il fratello di Giovanni Pandico, fu ammazzato a colpi di pistola durante un'imboscata. In carcere Raffaele Catapano uccide il boss camorrista Antonio Vangone perché aveva ammazzato suo fratello. Sempre a settembre Michele Zaza arriva a Parigi per incontrare Antonio Salamone, il nipote di Salamone, Alfredo Bono e Francesco De Matteo; incontro che fu osservato dalla Polizia. Zaza inaugurò poi una raffineria di eroina a Rouen, controllata poi da Nunzio Guida in collaborazione coi corsicani Paul Graziani e Bernard Quilichini. Il 25 settembre arriva nella sua casa di Los Angeles e due giorni dopo Salamone va a trovarlo. Salamone da lì telefona al nipote a Palermo e gli ordina di incontrare il genero di Paolo Cuntrera, Nino Mongiovì, e di partire per Caracas, dopo essersi assicurato del suo arrivo a San Paolo. Un mese dopo arriva a casa di Zaza un carico di 132 kg di eroina pura, ma la Polizia arriva troppo tardi. La polizia francese, infatti, si era infiltrata nella banda di Nunzio Guida. Ma, quando l'infiltrato fu scoperto, suo fratello fu ucciso agli Champs Elysees.
- 5 gennaio 1982: omicidio di Giuseppe Vollaro, fratello di Luigi Vollaro, alias 'o Califfo.
- 6 gennaio 1982: omicidio di Alfonso Catapano (1952-1982), fratello di Raffaele. Catapano fu rapito, accoltellato all'addome e poi venne finito a pallottole da Carmine Alfieri, per vendicare l'omicidio del fratello Salvatore. Catapano una volta ammazzato, il cadavere fu portato a Ottaviano per dare una lezione a Cutolo.
- 7 gennaio 1982: omicidio di Annamaria Esposito, vittima innocente[16].
- 8 gennaio 1982: omicidio di Claudio Gatti, per mano di Raffaele Catapano.
- 21 gennaio 1982: omicidio di Nino Galasso, fratello del capoclan Pasquale Galasso, viene ammazzato con le mozzarelle in mano, appena uscito dalla salumeria (lui con la malavita non c’entrava proprio niente, aiutava il babbo in azienda). Pasquale, disperato prima tenta il suicidio tagliandosi le vene, poi va dai suoi e annuncia che dedicherà il resto della sua vita a vendicare il fratello («Fate conto che io sia morto»). Per riuscirci entra pienamente nell’organizzazione di Alfieri. Vincenzo Casillo fu ritenuto l'autore materiale di tale omicidio.
- 21 gennaio 1982: omicidio di Giacomo Frattini, detto Bambulella. La Nuova Famiglia in lutto riuscì comunque a scoprire uno degli autori della strage nel carcere di Poggioreale: Frattini, che 13 mesi più tardi fu scarcerato. Il killer attirato con un inganno in una zona controllata dalla Nuova Famiglia fu sequestrato e portato in un locale nella disponibilità di uno degli appartenenti alla cosca, nella zona dell'Orto Botanico, a pochi passi da piazza Carlo III. La notizia arrivò a Forcella dove era in corso un summit a cui stavano prendendo parte i boss della Nuova Famiglia all'epoca guidata da Luigi Giuliano. Scontata l'eliminazione di Frattini, nel corso di quella riunione furono decise le modalità dell'esecuzione. Una 'semplice' punizione non poteva bastare: la morte di Bambullela doveva essere eclatante e doveva servire da esempio agli altri cutoliani. I pentiti hanno rivelato che arrivarono varie proposte sul tavolo dei boss: dalla crocifissione dinanzi all'abitazione di Cutolo alla decapitazione. L'orientamento di Luigi Giuliano prevalse e fu decapitazione, con il consenso degli altri boss della Nuova Famiglia. «Bambulella», uomo di punta del gruppo di fuoco di «Don Rafele» fu considerato il «macellaio» di quella carneficina e andava punito in maniera esemplare. Così venne sequestrato due anni dopo e portato in una casa nei pressi dell'Orto Botanico. Qui iniziò una lunga telefonata con il boss Luigi Giuliano, 'o Re, per decidere la punizione per Frattini: se, cioè, bisognasse crocifiggerlo davanti alla «Reggia» di Cutolo o tagliargli la testa e gli arti. Giuliano optò per la seconda soluzione. Fu convocato il boss di Secondigliano Aniello La Monica, ex macellaio - nel frattempo morto - che provvide a tagliare la testa a «Bambulella», a staccargli le mani e a cavargli il cuore. Poi un corteo funebre per seguire le spoglie di Frattini, lasciando i macabri resti in piazza Carlo III in una Fiat 500 familiare. A raccontare la storia, dopo 27 anni, una serie di pentiti tra cui Luigi Giuliano. Confessione che ha permesso di risalire a movente e responsabili di una vicenda che era stata da tempo archiviata. La perizia medico-legale accertò anche la presenza di ferite da taglio al viso inferte quando Frattini era ancora in vita. Allora un sedicente gruppo, i «Nuovi Giustizieri Campani», rivendicò il delitto. Una rivendicazione che apparve come un tentativo di depistaggio per le forze dell'ordine, visto che Cutolo e i suoi furono ben presto informati della tremenda punizione per «Bambulella». Tredici le ordinanze di custodia cautelare notificate in carcere a boss che hanno segnato la storia della camorra: nomi come Raffaele Abbinante, Edoardo Contini, Paolo Di Lauro, Giuseppe, Mario e Salvatore Lo Russo. E ancora Francesco e Giuseppe Mallardo, Rosario Pariante, Costantino Sarno, Renato e Bruno Torsi e Luigi Vollaro[17][18][19][20][21].

Il 13 febbraio 1982, in piena guerra tra NCO e NF, Pupetta Maresca indisse una conferenza stampa, nel corso della quale minacciò apertamente Raffaele Cutolo e la Nuova Camorra Organizzata: «Se per Nuova Famiglia si intende tutta quella gente che si difende dallo strapotere di quest'uomo, allora mi ritengo affiliata a questa organizzazione».
- 17 febbraio 1982: duplice omicidio di Vittorio Simeone (1930 - 1982) e del figlio Pietro di soli 15 anni.
- 22 febbraio 1982: omicidio di Antimo Ciaccio, vicino alla NF, viene ucciso dal membro della NCO Michele Montagna.
- 23 febbraio 1982: omicidio di Antonio Salzano, viene ucciso per mano dei Carabinieri a Torre Annunziata.
- 3 marzo 1982: omicidio di Francesco De Luca, imparentato con la famiglia Simeone.
- 5 marzo 1982: triplice omicidio di Antonino Salvati, Ciro Pedone e Natale Annunziata. L'agguato era stato organizzato per uccidere Aniello Amaro e Antonio Nappi, feriti ma scampati fortunatamente alla pioggia di proiettili. La strage avvenne a Scafati.
- 7 marzo 1982: suicidio/omicidio di Valentino Sessa, Sessa viene ucciso in carcere, all'epoca era il boss più temuto dell'Agro Nocerino-Sarnese.
- 15 marzo 1982: La famiglia di Vittorio Simeone (1930 - 1982) viene definitivamente estromessa dal controllo del mercato agricolo il 15 marzo 1982 con la strage del Ponte Annecchino, in cui quattro componenti, tra cui il figlio Ottavio e due nipoti (Pietro Cirillo e Vincenzo Boccia), furono ammazzati con una mitragliatrice nei pressi di un ponte sui Regi Lagni. In tutto sette componenti della famiglia furono uccisi nello stesso periodo.
- 1982: tentato omicidio nel mercato rionale di Napoli di Paolo Di Lauro e di un altro affiliato che venne ferito in macchina.
- 1º aprile 1982: omicidio di Aldo Semerari (Martina Franca, 8 maggio 1923 – Ottaviano, 1º aprile 1982), criminologo, psichiatra e politico. La Polizia trova a Ottaviano il corpo decapitato del professore rapito una settimana prima, Aldo Semerari, fu assassinato al comando di Umberto Ammaturo e della sua fidanzata Pupetta Maresca. Fu ucciso perché falsificava perizie psichiatriche sia per la NCO sia per la NF.
- 2 aprile 1982: duplice omicidio di Pietro Onorato e Carlo De Feo, entrambi cutoliani. La stessa giornata viene ucciso Vittorio Cito.
- 2 aprile 1982: omicidio di Vittorio Cito.
- 7 aprile 1982: omicidio di Angelino Annunziata (prima ferito con una pistola, poi finito a colpi di cric in testa da Ettore Miranda).
- 13 aprile 1982: omicidio di Aniello Puca, fratello del boss cutoliano Giuseppe Puca, detto o' Giappone (1955 - 1989).
- 15 aprile 1982: In meno di 12 ore avvengono 6 morti a Sant'Antimo. Triplice omicidio di Giovanni Cioffi, 23 anni, Franco Di Domenico, 28 anni, e Mattia Di Matteo (esecutore materiale del fratello di Giuseppe Puca, Aniello), 33 anni, fratello di Antonino. La sera stessa vennero uccise tre donne della famiglia Di Matteo: Angela Ceparano, 52 anni, madre del detenuto Antonino Di Matteo, fu ammazzata a colpi di mitraglietta. Nella sparatoria furono colpite anche Patrizia Di Matteo, 21 anni, sua figlia e sua nuora, la moglie di suo figlio Matteo, Francesca Di Maggio, 24 anni.
- 18 aprile 1982: omicidio di Antonino Di Matteo; fu impiccato nella sua cella da Marco Medda e Pasquale D'Amico, perché Cutolo aveva paura che cominciasse a parlare. Il giorno dopo Cutolo fu trasferito al carcere dell'Asinara, il più duro e protetto dell'epoca in Italia, per ordine del Presidente della Repubblica Sandro Pertini.
- 19 aprile 1982: omicidio di Alfonso Rosanova (Sant'Antonio Abate, 1928 - Salerno, 1982), che fu uno dei più fidati consiglieri di Raffaele Cutolo. Il vecchio boss, Alfonso, era stato giustiziato dai sicari di Carmine Alfieri, nella stanzetta di un ospedale salernitano, la sera del 19 aprile 1982.

Il 19 aprile 1982 il Presidente della Repubblica Sandro Pertini chiese ed ottenne il trasferimento di Cutolo dal carcere di Ascoli Piceno ad un penitenziario di massima sicurezza, presso il carcere dell'Asinara, che fu riaperto esclusivamente per lui e dove passò un paio di anni come unico carcerato, determinando un duro colpo all'influenza del boss. Qui sarà completamente isolato; gli affiliati cominciano a dissociarsi o a pentirsi: le loro rivelazioni consentono il maxi-blitz del 17 giugno 1983 (il cui protagonista assoluto per la stampa diverrà però l'estraneo Enzo Tortora, generando un caso di rilevanza nazionale) che prevede più di 1 200 mandati di cattura contro i cutoliani sebbene alcuni componenti dell'organizzazione come Pasquale Scotti abbiano tentato invano una riorganizzazione. Grazie alle testimonianze dei membri della NCO vengono inoltre scoperti i mandanti di alcuni omicidi eccellenti come quello eseguito ai danni del vicedirettore del carcere di Poggioreale Giuseppe Salvia colpevole di aver disposto la perquisizione di Cutolo come da regolamento carcerario.
- 21 aprile 1982: omicidio di Antonio Esposito, Luigi Stelo e Raffaele Sarnataro, uccisi a Bellizzi per sbaglio dalla Nuova Camorra Organizzata, perché scambiati per esponenti della Nuova Famiglia[22].
- 26 aprile 1982: omicidio di Giovanni Del Vecchio.
- aprile 1982: omicidio di Biagio Alfieri.
- 30 aprile 1982: omicidio di Salvatore Mariniello.
- 1º maggio 1982: omicidio di Aniello La Monica, luogotenente di Michele Zaza. Tra i suoi assassini, il boss Paolo Di Lauro.
- 8 maggio 1982: omicidio di Giuseppe Salvati.
- 11 maggio 1982: omicidio di Francesco Di Matteo, cutoliano, fu ucciso da Carlo Stefanelli.
- 12 maggio 1982: omicidio di Armando Visone, cutoliano, fu ucciso mentre giocava a carte con gli amici.
- 13 maggio 1982: omicidio di Giuseppe Monaco, cutoliano, fu ucciso in prigione.
- 14 maggio 1982: omicidio di Salvatore Manzo.
- 15 maggio 1982: tentato omicidio di Andrea Fattorelli e Giuseppe Orbuso.
- 25 maggio 1982: omicidio di Celeste Bifulco.
- 25 maggio 1982: omicidio di Salvatore Auricchio.
- 29 maggio 1982: omicidio di Simonetta Lamberti (Napoli, 21 novembre 1970 – Cava de' Tirreni, 29 maggio 1982). Era una bambina di 11 anni uccisa da un sicario della camorra nel corso di un attentato il cui obiettivo era il padre, il giudice Alfonso Lamberti, procuratore di Sala Consilina, con il quale stava rincasando in auto a Cava de' Tirreni dopo una giornata trascorsa al mare[23].
- 2 giugno 1982: omicidio di Carmine Carnevale, affiliato alla NCO, un ragazzo fu accusato di aver fatto la soffiata per tale omicidio su ordine di Pasquale Scotti, venne sequestrato dai suoi affiliati dopodiché lo interrogarono. Su questo omicidio Pasquale Scotti, una volta pentitosi si espresse molto chiaramente: "Ricordo che tremava come una foglia, eravamo in un appartamento di Cardito assieme - tra gli altri - a Mauro Marra e Sergio Bianchi, mio capozona ad Arzano che invece fu ucciso in un conflitto a fuoco con la Polizia. Era terrorizzato il ragazzino, era fratello di un mio amico di gioventù, non trovai elementi per condannarlo a morte e lo lasciai andare".
- 8 giugno 1982: omicidio di Ciro Astuto, un capozona della Nuova Famiglia.
- 19 giugno 1982: tentato omicidio di Eugenio Torrese, consigliere comunale di Torre del Greco, rimane gravemente ferito.[24]
- 20 giugno 1982: omicidio di Mario Schiavone, cugino di Francesco Schiavone, detto Sandokan. Morì durante un conflitto a fuoco con i Carabinieri.
- 21 giugno 1982: omicidio di Silvio Sesti, 50 anni, avvocato penalista, fu ucciso nel suo studio. Gli veniva rimproverato di essere contemporaneamente avvocato penalista di esponenti dei due clan in lotta e di impegnarsi più su un fronte che sull'altro. In realtà l'avvocato Sesti esercitava semplicemente la sua professione. Ad uccidere Silvio Sesti, secondo la ricostruzione fornita da collaboratori di giustizia negli anni a venire, furono due killer napoletani che trascorrevano periodi di latitanza nel cosentino e sulla costa tirrenica e che non disdegnavano di partecipare anche ad assalti a furgoni postali e banche[25]. Alfonso Pinelli di 32 anni e Sergio Bianco di 27 anni, entrambi napoletani. Nello stesso giorno a Nocera Inferiore viene ucciso Mario Galiano, mentre a Tramonti viene ritrovato un cadavere carbonizzato ed incaprettato dentro una macchina.[24]
- 1º luglio 1982: omicidio di Giuliano Pennacchio, assessore al personale del comune di Giugliano in Campania[26].
- 2 luglio 1982: omicidio di Salvatore Nuvoletta (Marano di Napoli, 22 giugno 1962 – Marano di Napoli, 2 luglio 1982) carabiniere. Il 2 luglio 1982 si trovava nel suo paese natale e, mentre giocava con un bambino nei pressi dell'esercizio commerciale di un suo parente, fu avvicinato, chiamato per nome (per accertarsi della sua effettiva identità) ed infine ucciso da un commando di killer. Anche se l'azione dei sicari fu rapida e improvvisa, il carabiniere diede prova di eroismo e grande istinto reattivo: resosi conto di ciò che stava accadendo, non cercò la fuga, ma anzi scansò il bambino presente e si oppose inerme al commando omicida. Il fanciullo che grazie a questa pronta reazione del giovane carabiniere ebbe salva la vita, al tempo aveva 9 anni[27]. Nel giugno del 1982 i Carabinieri della stessa caserma furono coinvolti in un conflitto a fuoco con alcuni criminali legati alla camorra nel corso del quale restò ucciso il pregiudicato Mario Schiavone. Questo avvenimento è stato posto in relazione con il destino di Salvatore Nuvoletta, anche se quel giorno egli era assente per il turno di riposo settimanale. La motivazione di questo agguato rimase a lungo sconosciuta, finché da confessioni successivamente rese dal pentito Carmine Schiavone si seppe che esso fu diretta conseguenza dell'uccisione di Mario Schiavone. L'omicidio fu un vero e proprio atto di ritorsione decisa dal cartello camorristico di Casal di Principe, allora retto da Antonio Bardellino. Salvatore Nuvoletta per la sua giovane età risultò il bersaglio più semplice e meno protetto. Per commettere l'atto i Casalesi di Bardellino chiesero il benestare della famiglia camorristica di Marano di Napoli, il clan Nuvoletta, che fornì anche gli uomini ed il supporto logistico necessario.
- 5 luglio 1982: omicidio di Raffaele Bianco e tentato omicidio di Carlo Ocultato e Antonio Esposito.
- 5 luglio 1982: duplice omicidio di Ciro Mercedola e Luigi Abbate e tentato omicidio di Giuseppe Di Giovanni, l'agguato avvenne a Ercolano alle 14.30 durante la partita Italia-Brasile.
- 7 luglio 1982: omicidio di Mario Vangone, fu ucciso da Raffaele Catapano, perché aveva ucciso suo fratello Alfonso Catapano (1952 - 1982).
- 15 luglio 1982: Duplice omicidio di Antonio Ammaturo (Contrada, 11 luglio 1925 – Napoli, 15 luglio 1982), vicequestore della Polizia di Stato a Napoli e Pasquale Paola, agente che accompagnava Antonio Ammaturo (Contrada, 11 luglio 1925 – Napoli, 15 luglio 1982).

Il 15 luglio 1982 viene arrestato da latitante Luigi Giuliano (capo della NF) per associazione a delinquere e concorso in omicidio, al momento dell'arresto disse “non mi mandate a Poggioreale se no mi ammazzano” ed è quello che in effetti stava per accadere il 14 novembre 1982 quando tentano di ucciderlo nel carcere di Poggioreale.
- 6 agosto 1982: omicidio di Raffaele Di Maio.
- 10 agosto 1982: omicidio di Angelo Raffaele e Giuseppe Caso, il primo era un macellaio, mentre il secondo un ex consigliere comunale, legato a Cutolo.
- 24 agosto 1982: omicidio di Gerardo Sabatino.
- 31 agosto 1982: omicidio di Albert Bergamelli (Vitry-sur-Seine, 6 settembre 1939 – Ascoli Piceno, 31 agosto 1982).
- 3 settembre 1982: omicidio di Andrea Mormile, 30 anni, Maresciallo della Polizia di Stato dei Falchi, freddato in una piazza di Frattaminore (NA). Sospettato dell'omicidio, Giuseppe Puca, detto o' Giappone, perché dava fastidio al ras in quanto ne intralciava gli affari nella zona di competenza[28].
- 8 settembre 1982: omicidio di Gennaro Califano.
- 13 settembre 1982: i luogotenenti di Cutolo, Sergio Marinelli e Vincenzo Casillo, organizzarono un agguato al giudice Antonio Gagliardi, eseguito da Massimo Scarpa di Castellammare, ma il giudice sopravvive.
- settembre 1982: omicidio del cutoliano Paolo Dongo, fu ucciso da Antonio Cianci perché non era ancora riuscito ad ammazzare il killer di Bergamelli, Umberto Ammaturo.
- 25 settembre 1982: omicidio di Antonio Catapano, fratello del cutoliano Raffaele.
- 29 settembre 1982: omicidio di Antonio Annunziata e tentato omicidio di Martino Galasso, Saverio Spiga e Francesco Picone.
- 7 ottobre 1982: omicidio di Elio Di Mella (Morcone, 29 maggio 1952 – Avellino, 7 ottobre 1982), carabiniere trentenne, ucciso mentre conduceva il detenuto Mario Cuomo (Napoli, 6 settembre 1960 – Napoli, 11 ottobre 1990), uomo della Nuova Camorra Organizzata, in tribunale[29].
- 15 ottobre 1982: omicidio di Gennaro De Angelis, agente di custodia, lavorava nel carcere di Poggioreale, ucciso da 2 camorristi perché si rifiutò di lavorare per loro[30].
- 16 ottobre 1982: omicidio di Francesco Giugliano.
- ottobre 1982: tentato omicidio di Raffaele Graziano.
- 28 ottobre 1982: omicidio di Antonio Mangiarulo (1942 - 28 ottobre 1982) avvocato, fu assassinato mentre stava andando al lavoro. Era il difensore di Nicola Nuzzo, detto "Carusiello", il boss locale che dopo una militanza al fianco di Raffaele Cutolo (1941) aveva abbandonato la Nuova Camorra Organizzata per schierarsi con la Nuova Famiglia. L'azienda giornalistica ANSA ricevette due telefonate (il 30 ottobre e il primo novembre) nella quale la NCO ribadiva di non aver nulla a che fare con l'omicidio di Mangiarulo. Il delitto è rimasto impunito.
- 14 novembre 1982: tentato omicidio di Luigi Giuliano nel carcere di Poggioreale.
- 19 dicembre 1982: omicidio di Ciro Pellecchia, incensurato, venne colpito a fucilate dai cutoliani perché parente di Gaetano Ascione, passato dalla NCO alla NF[31].
- 1982: omicidio di Andrea Pandico, fratello di Giovanni. Fu ammazzato a colpi di pistola durante un'imboscata.
- 1982/1983: duplice omicidio di Gaetano Cicatiello e Gennaro Ciccarelli, affiliati alla Nuova Famiglia, furono uccisi per mano di Sergio Bianchi.

### 1983
Il 22 gennaio 1983, a Poggioreale, furono trovate pistole nelle celle di Maurizio Rossi e dello slavo Yugoslav Stevan Cosa. La notizia ebbe molto risalto a livello nazionale: ci si domandava come potessero avvenire cose del genere, ma il bello (o il brutto) doveva ancora venire. Il 29 gennaio il braccio destro di Cutolo, Vincenzo Casillo, rimase ucciso a Roma, zona Forte Boccea, nei pressi della sede dei Servizi Segreti, a causa della deflagrazione di un'autobomba piazzata e fatta detonare da Ettore Miranda, uomo di punta del clan Galasso, su ordine di Carmine Alfieri e del suo braccio destro, Pasquale Galasso. Il luogotenente di Casillo, Mario Cuomo, sopravvive, ma molti degli uomini di Cutolo cominciano a pentirsi. Poco prima c'era stato un agguato al fratello di Michele Zaza, Salvatore, che fu solo ferito. Le esecuzioni cominciavano a rasentare l'incredibile: la moglie di Andrea Pandico, Filomena Schiavone, fu ammazzata mentre piangeva sulla tomba del marito, da Alfredo Guarneri, al soldo di Giovanni Pandico, perché era stata amante di un membro della Nuova Famiglia. Il 7 febbraio 1983, 21 dei 160 sospetti di un enorme traffico internazionale di droga furono arrestati a Milano. L'organizzazione era riuscita ad acquistare l'Ippodromo di San Siro e l'Hotel Hilton per circa 100 miliardi di lire, per riciclare le loro ingenti somme di denaro. Oltre ai più importanti boss mafiosi di quegli anni, fra i sospettati c'erano i fratelli Nuvoletta e i fratelli Zaza. Il 15 febbraio ci furono altri arresti a Milano, Torino, Roma, Napoli e Palermo. Furono arrestati la sorella di Zaza, Maria, e suo cognato Giuseppe Liguori. Fu poi scoperto che il traffico serviva, tra l'altro, a finanziare il famoso Casinò di Campione d'Italia. Dalle indagini si scoprì inoltre che membri di Cosa nostra e camorristi possedevano non solo il casino di Campione, ma anche i Casinò di Sanremo e di Saint Vincent in Italia, il Casinò di Nizza (il famoso Casinò Ruhl del gangster marsigliese Dominique Fratoni), i Casinò di Chamonix e Mentone in Francia, parecchi Casinò a Las Vegas e a Atlantic City e anche alcuni in Africa. Questi Casinò erano usati principalmente per riciclare i soldi provenienti da attività illecite, principalmente il traffico di droga, con l'aiuto delle banche. 
Sempre nel corso del 1983, iniziò il processo a carico di Ciro Mariano per l'omicidio di Antonio Di Scaccia. In maggio la moglie di Casillo, il braccio destro di Cutolo ammazzato con una autobomba, fu uccisa da Antonio Varriale e Mauro Marra su comando dello stesso Cutolo che accusò la donna di tradimento. Il 17 giugno, sulla base delle dichiarazioni di alcuni collaboratori di giustizia - quali, ad esempio, Michelangelo D'Agostino, Gianni Melluso, Mario Incarnato, Pasquale D'Amico, Salvatore Sanfilippo, Pasquale Barra, Luigi Riccio, Andrea Villa, Vincenzo Esposito, Raffaele Catapano e Giovanni Pandico - molti presunti uomini di Cutolo furono arrestati (in manette finì anche il noto presentatore Enzo Tortora, che poi risultò innocente) tra i quali: Mariano Santini, Rosetta Cutolo, Antonio Sibilia, Felicia Cuozzo (la fidanzata di Bergamelli), Aldina Murelli, Antonio Faro, Sante Notarnicola, Francesco Gangemi, Bruno Spiezia, Enrico Madonna, Salvatore La Marca, Renato Vallanzasca, Mario Astorina, Pierluigi Concutelli, Nadia Marzano, Giuliana Brusa (all'epoca moglie di Renato Vallanzasca che, come il marito, fu assolta dall'accusa di aver fatto parte della NCO), Anna Mariniello (la moglie del boss di Afragola Luigi Moccia), Fiorella Piconzi, Stevan Cosa e Mario Mirabile (di Salerno). Si scoprì poi, in seguito, che molti di questi arrestati non avevano mai realmente militato tra le file della NCO - pur avendo avuto, taluni di loro, rapporti con Raffaele Cutolo - e che erano stati accusati, come Enzo Tortora e Franco Califano, ingiustamente da alcuni collaboratori di giustizia.
- 3 gennaio 1983: triplice omicidio di Luigi Diana, Nicola Diana e Luigi Cantiello.[32][33]
- Il 9 gennaio 1983 ci fu l'omicidio di Rodolfo Augusto. Il 22 gennaio 1983, a Poggioreale, furono trovate pistole nelle celle di Maurizio Rossi e dello slavo Yugoslav Stevan Cosa.
- 24 gennaio 1983: un commando fa irruzione nella clinica dove era ricoverato Salvatore Zaza, dimesso 48 ore prima del raid. Il vero obiettivo era suo fratello Michele, Raffaele Cutolo aveva avuto una soffiata su Michele Zaza, ma si scoprì poi che in quella clinica non era ricoverato Michele 'o Pazzo, bensì suo fratello Salvatore, che comunque si salvò perché dimesso dalla clinica un paio di giorni prima.
- 29 gennaio 1983: omicidio di Vincenzo Casillo (San Giuseppe Vesuviano, 8 luglio 1942 – Roma, 29 gennaio 1983), detto o' Nirone, braccio destro di Cutolo, saltò in aria a Roma a causa di un'autobomba organizzata da Giuseppe Puca e Ettore Miranda sotto il comando di Pasquale Galasso, braccio destro di Carmine Alfieri. Il luogotenente di Casillo, Mario Cuomo, sopravvive, ma molti degli uomini di Cutolo cominciano a pentirsi. Poco prima c'era stato un agguato al fratello di Michele Zaza, Salvatore che fu solo ferito.
- 2 febbraio 1983: triplice omicidio sul raccordo autostradale Avellino-Salerno, di Andrea Maisto, Francesco Iannuzzi, Ciro Villacare, affiliati alla NCO. L'attentato viene rivendicato poche ore dopo dai "giustizieri campani".[34]

Il 7 febbraio 1983, 21 dei 160 sospetti di un enorme traffico internazionale di droga furono arrestati a Milano. L'organizzazione era riuscita ad acquistare l'Ippodromo di San Siro e l'Hotel Hilton per circa 100 miliardi di lire, per riciclare le loro ingenti somme di denaro. Oltre ai più importanti boss mafiosi di quegli anni, fra i sospettati c'erano i fratelli Nuvoletta e i fratelli Zaza. Il 15 febbraio ci furono altri arresti a Milano, Torino, Roma, Napoli e Palermo. Furono arrestati la sorella di Zaza, Maria, e suo cognato Giuseppe Liguori. Il 25 febbraio 1983 si pente Pasquale Barra.
- 1983: omicidio di Filomena Schiavone, moglie di Andrea Pandico, fu ammazzata mentre piangeva sulla tomba del marito, da Alfredo Guarneri al soldo di Giovanni Pandico, perché era stata amante di un membro della Nuova Famiglia. Questa esecuzione rasenta l'incredibile.
- 16 febbraio 1983: duplice omicidio di Carmine Apicella ed Elena Ferrigno. Elena Ferrigno viene uccisa dalla Nuova Camorra Organizzata a Cava de' Tirreni insieme al suo fidanzato, in quanto quest'ultimo era uno spacciatore legato alla Nuova Famiglia.
- 5 marzo 1983: omicidio di Pasquale Mandato, maresciallo del Corpo degli agenti di custodia. Fu ucciso perché faceva il suo dovere[35].
- 15 marzo 1983: omicidio di Antonio Orbuso.

Il 15 marzo 1983 viene arrestato a Lecce Giuseppe Puca (1955 - 1989), detto 'o Giappone (per via dei suoi tratti orientali), mentre era in compagnia dell'amante Assunta Catone e altri complici, tra cui Antimo Petito e Vincenzo Di Domenico, in seguito a una maxi retata contro la Nuova Camorra Organizzata. Puca a seguito della morte di Casillo era diventato il numero due della NCO. Nel marzo di quell'anno venne inoltre assassinato Luigi Boccia.
- marzo 1983: omicidio di Luigi Boccia, avvenuto per ordine di Pasquale Galasso.
- 3 aprile 1983: omicidio di Salvatore Aversano.
- Il 15 aprile 1983 torna libero Luigi Giuliano, capo della Nuova Famiglia.
- 17 aprile 1983: omicidio di Saverio Ianniello, allevatore di bufale e cutoliano, aveva invaso il territorio dei Casalesi. Il suo omicidio era stato ordinato da Antonio Bardellino, capo di Francesco Schiavone "Sandokan", che era anche sospettato di essere uno degli assassini. In seguito il boss Francesco Schiavone "Sandokan" subì un ergastolo perché aveva ordinato l'omicidio, mentre il boss Luigi Venosa (il suo difensore era Paolo Caterino) fu dichiarato libero dall'omicidio, la Polizia utilizzò il pentito Giuseppe "Peppinotto" Pagano, che ottenne 13 anni per l'omicidio, un altro pentito è il cugino di Francesco Schiavone, Carmine Schiavone. Anche il pentito NCO Michelangelo D'Agostino ha parlato dell'omicidio, proprio come il pentito Augusto La Torre.
- 1983: duplice omicidio di Gorizio Turco e Giuseppe Varone. I Casalesi avrebbero ucciso gli uomini perché il sottufficiale di Cutolo aveva invaso il loro territorio nella provincia di Caserta.
- 23 aprile 1983: omicidio di Ciro Ruoppo, avvenuto in carcere per mano di Salvatore Giuliano e altri detenuti, fu ucciso perché si era schierato dalla parte "sbagliata".
- maggio 1983: omicidio di Giovanna Matarazzo, ballerina di night club, era l'amante di Vincenzo Casillo, il 2 febbraio 1984 la donna verrà ritrovata in un blocco di ghiaccio. Il mandante di questo omicidio è Pasquale Scotti, mentre gli esecutori materiali furono Antonio Varriale e Mauro Marra.
- 23 maggio 1983: avvengono 4 omicidi e un tentato omicidio, in cinque località diverse: il duplice omicidio dei due piccoli boss Sabatino Calabria e Michele Di Lauro, quello di Antimo Verde, imparentato con la famiglia Verde di Sant'Antimo, quello di Sergio Bianchi, boss di Arzano, che fu ucciso dalla polizia in un conflitto a fuoco dopo un inseguimento, avvenuto in seguito alla sua fuga da un posto di blocco e infine il tentato omicidio di Antonio Graziano, sindaco di Quindici e imparentato con la famiglia Graziano.
- 27 maggio 1983: avvengono 4 omicidi, sono tutti cutoliani: Francesco Grandine, Ferdinando D'Orsi, Giuseppe Amato e Pasquale Graziuso.
- 30 maggio 1983: omicidio di Michele D'Alife, legato alla Nuova Famiglia, è la risposta della Nuova Camorra Organizzata agli agguati subiti lo scorso 23 maggio.
- 12 giugno 1983: scompare Giuseppe Muollo ed il giorno dopo si trovano i corpi senza vita di tre dei suoi uomini. Tutti comprimari di Carmine Alfieri ed uccisi per ordine di Cutolo da Michele D'Alessandro del clan D'Alessandro.

Il 17 giugno 1983 le rivelazioni dei pentiti Pasquale Barra, Giovanni Pandico, Pasquale D'Amico e Gianni Melluso consentirono di realizzare un mega-blitz, (1200 mandati di cattura contro i cutoliani) molti degli uomini di Cutolo furono arrestati (vennero arrestati anche il cantante Franco Califano e il noto presentatore Enzo Tortora, che poi risultarono innocenti) tra i quali: Mariano Santini, Rosetta Cutolo, Antonio Sibila, Felicia Cuozzo (la fidanzata di Bergamelli), Aldina Murelli, Antonio Faro, Sante Notarnicola, Francesco Gangemi, Bruno Spiezia, Errico Madonna, Salvatore La Marca, Renato Vallanzasca, Mario Astorina, Gianni Melluso, Pierluigi Concutelli, Nadia Marzano, Giuliana Brusa, Anna Mariniello (la moglie del boss di Afragola Luigi Moccia), Fiorella Piconzi, Stevan Cosa e Mario Mirabile (di Salerno). Successivamente decisero di collaborare con l'autorità giudiziaria Michelangelo D'Agostino, Gianni Melluso, Mario Incarnato, Pasquale D'Amico, Salvatore Sanfilippo, Pasquale Barra, Luigi Riccio, Andrea Villa, Vincenzo Esposito, Guido Catapano e Giovanni Pandico.

## Gli ultimi omicidi e la fine della NCO
- 12 giugno 1983: scompare Giuseppe Muollo ed il giorno dopo si trovano i corpi senza vita di tre dei suoi uomini. Tutti comprimari di Carmine Alfieri e Mario Fabbrocino ed uccisi per ordine di Cutolo da Michele D'Alessandro del clan D'Alessandro.
- 14 settembre 1983: omicidio di Isidoro D'Agostino, padre di Michelangelo.
- 24 settembre 1983: triplice omicidio di Domenico Cella, Ciro Lollo e Ciro Guazzo, uccisi alla Sanità. Motivo dell'azione: una rappresaglia contro il clan rivale dei Giuliano che aveva imposto la chiusura delle sedi del Movimento Sociale alla Sanità. Giuseppe Misso (oggi collaboratore di giustizia) afferma che la strage fu organizzata nel corso di una riunione alla quale «partecipò anche Michele Florino», ex parlamentare missino e poi di An, oggi nella Destra di Storace.
- 27 settembre 1983: omicidio di Pasquale D'Amico (1947), ucciso perché decise di collaborare con la giustizia.
- 11 ottobre 1983: omicidio di Franco Imposimato[36].
- 22 ottobre 1983: omicidio di Gaetano Ruffa, ritenuto un esponente della NCO di Raffaele Cutolo, ucciso a piazza Carlo III a Napoli.
- novembre 1983: omicidio di Giuseppe Sciorio (fratello di Enrico ucciso il 31 agosto 1980), era uomo della NCO molto amico di Vincenzo Casillo, a sua volta vicinissimo al boss di Ottaviano.
- 2 dicembre 1983: omicidio di Giovanni Sorrentino, fratello del capozona della NCO. Pasquale Galasso era convinto che si trattasse di Giovanni Bifulco.
- 3 dicembre 1983: omicidio di Giovanni Incarnato, fratello del pentito Mario Incarnato.
- 10 dicembre 1983: omicidio di Raffaele Ferrara.
- dicembre 1983: omicidio di Raffaele Adorasi.
- 30 dicembre 1983: omicidio di Giovanni Bifulco detto 'o Bisonte. Bifulco aspettandosi una rappresaglia, sta sempre rintanato a casa, salvo uscire a portare in giro il suo cucciolo di leone. Lo ammazzano nel suo appartamento a Poggiomarino, armati di un Benelli calibro 12, un mitra Mab calibro 9, una pistola calibro 38 special e una pistola calibro 7.65.
- 21 marzo 1984: omicidio di Antonio Lauri (fratello di Achille Lauri), 29 anni, è uno studente incensurato. In una telefonata di rivendicazione i sicari affermano che "si è costituito un gruppo armato che procederà contro tutti i pentiti". Poi c'è la serie degli attentati: sono "avvertimenti" prima di passare al delitto. Contro il palazzo in cui abitano, a Casoria, i familiari di Pasquale Scotti, luogotenente cutoliano nel "triangolo della morte", viene lanciato un potente ordigno. Un altro esplode contro il balcone dei suoceri di Salvatore Zannetti, nel pieno centro di San Giorgio a Cremano. I danni non sono rilevanti. Il giorno dopo i killer replicano: una bomba distrugge il negozio che il fratello di Zannetti, Giuseppe, di 30 anni, ha poco lontano da casa, in via Togliatti.
- 13 aprile 1984: A seguito dei pentimenti di Salvatore Zanetti e Achille Lauri, nel marzo 1984 la magistratura emette 512 ordini di cattura contro altrettanti esponenti della Nuova Famiglia, tra cui molti uomini del califfo. Scoppia una bomba sotto l’abitazione di Mario Mastrogiacomo, suocero di Zanetti, a San Giorgio a Cremano (non muore nessuno), i pentiti ritrattano, ma ormai la Magistratura ha ricostruito gli affari di Vollaro, e nel 1987 gli sequestrano immobili e azioni.
- 22 aprile 1984: a Salerno, agguato contro Francesco Esposito "Limone", esponente della Nuova Famiglia, che riesce a salvarsi. Rimane gravemente ferita la nipotina.
- 14 maggio 1984: Vittime innocenti dell'agguato: Vincenzo Palumbo, 30 anni, Rosa Martino, 24 anni, e ferimento di Luigi Russo, 30 anni. Il pregiudicato cutoliano Mario Frascogna (pregiudicato per reati contro il patrimonio, e affiliato alla NCO, Frascogna divide il ruolo di capozona con Pietro Nappo e con il clan che fa capo a Maisto) ha organizzato un banchetto per festeggiare la prima comunione dei suoi tre figli. Un'occasione per radunare, in uno dei ristoranti più frequentati, tutte le famiglie "amiche" della zona giuglianese. Dopo la mezzanotte avviene il ritorno alle abitazioni, quasi tutte nel comune di Giugliano. Si forma un lungo corteo di macchine che scendono da Monte di Procida per la via vecchia di Pozzuoli: è una strada che taglia in due l'antico abitato di Cuma e porta a Giugliano in Campania. In testa al corteo, con un piccolo vantaggio sulle altre macchine, ci sono quelle che hanno a bordo le famiglie Palumbo, Martino e Russo. Uomini, donne e ragazzi. Nel punto in cui la strada si restringe e incomincia una curva, avviene l'agguato. Le macchine vengono affiancate da altre tre, si abbassano i finestrini e partono i colpi. Il crepitio dei mitra, dei fucili e delle pistole è spezzato dalle grida delle vittime. Un uomo e una donna vengono crivellati di colpi. Il primo bersaglio è stato Vincenzo Palumbo, 30 anni, macellaio. Il suo viso diventa un'orrenda maschera di sangue. Uno dei killer scende dall'auto e gli spara alla testa il colpo di grazia. Viene uccisa anche Rosa Martino, 24 anni, mentre aveva in braccio il figlio Damiano di 2 anni, uscito illeso perché la mamma gli fece da scudo. Feriti Luigi Russo, 30 anni, marito di Rosa; Rosa Di Tota, 23 anni; Roberto Barbato di 15; Filippo Libretti di 22, residente a Villaricca. È il più grave per ferite alla testa e alla schiena. Portato in condizioni disperate all'Ospedale Cardarelli. Quasi contemporaneamente, il terzo delitto viene compiuto in un bar di Giugliano. Un killer entra, volto scoperto, si avvicina a Luigi Di Biase, esponente della Nuova Camorra Organizzata e senza dire una parola spara ripetutamente. Lo uccide all' istante. Anche Di Biase era legato al capozona cutoliano Frascogna. Quest'ultimo agguato fu una punizione in quanto pare che proprio il Di Biase avesse indicato le auto su cui doveva stare a bordo la vittima designata dell'agguato, provocando invece una strage di innocenti.
- 20 maggio 1984: omicidio di Leopoldo Del Gaudio, boss di Ponte Persica, controllava il mercato dei fiori di Pompei. L'omicidio fu eseguito a Torre Annunziata dai sicari dei Gionta e D'Alessandro per colpire il clan Alfieri.
- 10 giugno 1984: omicidio di Nicola Cipolletta, 27 anni. Ferito gravemente anche Raffaele Biondi, ricoverato in fin di vita all'ospedale. Cipolletta ha un parente legato ai clan della Nuova Famiglia.
- 10 giugno 1984: omicidio di Francesco Generoso.
- 10 giugno 1984: omicidio di Ciro Nuvoletta, fratello di Lorenzo e Angelo.
- 11 giugno 1984: omicidio di Tommaso Spezzacatena, 43 anni, pregiudicato per vari reati, e ferimento di Gennaro Bergantino, 34 anni, con precedenti per associazione a delinquere e furto.
- 16 giugno 1984: omicidio di Salvatore Squillace, 28 anni, vittima innocente, i sicari di Bardellino prima ammazzarono già il loro obiettivo, il boss di Marano, Ciro Nuvoletta. Dopo l'uccisione di Nuvoletta, il clan Bardellino sfuggì ma i Nuvoletta reagiscono con armi scatenando così una sparatoria all'impazzata contro gli omicida in cui un proiettile vagante colpisce anche Salvatore che si trova in compagnia di un amico al bar. L'uomo, ferito gravemente, viene soccorso e trasportato all'Ospedale Cardarelli di Napoli dove morirà il 16 giugno dopo 6 strazianti giorni di coma[37]
- 26 agosto 1984: Strage di Torre Annunziata.
- 29 agosto 1984: omicidio di Ambrogio Ferillo.
- 29 agosto 1984: omicidio di Luciano Santori.
- 19 settembre 1984: scompaiono il boss Vittorio Vastarella, Luigi Vastarella, Gaetano Di Costanzo, Antonio Mauriello e Gennaro Salvi. Dopo la sconfitta della NCO, emergono le rivalità tra i Nuvoletta-Gionta e Alfieri-Bardellino per l'omicidio di Ciro Nuvoletta e le rispettive alleanze siciliane: i Nuvoletta-Gionta con i Corleonesi mentre Alfieri-Bardellino con i scappati Badalamenti-Buscetta-Riccobono. I 5 furono strangolati, sparati e sciolti nell'acido da Angelo Nuvoletta, Luigi Baccante e il sicario Giovanni Brusca, mandato dal boss siciliano Totò Riina per istruire i maranesi su come liberarsi dei cadaveri senza lasciare tracce[38][39][40].
- 15 dicembre 1984: omicidio di Pellegrino D'Onofrio, un membro del gruppo di Nuvoletta.
- 1º giugno 1984: omicidio di Mario Di Maio (cognato del cutoliano Salvatore Di Maio) e Vincenzo Maia, 31 anni.
- 4 agosto 1984: omicidio di Corrado Fantini, 47 anni, era un luogotenente di Michele Zaza. Fu ucciso all'interno di un bar nel quartiere Posillipo. Apparteneva ad una famiglia di gestori di bar e pubblici locali, in cui Michele Zaza teneva i "summit" della propria organizzazione. Era fratello di Enrico Fantini, coinvolto nel maxi-blitz contro la "Nuova Famiglia" del marzo scorso e di Attilio, ucciso il 20 maggio del 1978.
- 24 agosto 1984: omicidio di Giuseppe Cascone, ex membro della NCO, e ferimento di Raffaele Tavella.
- 11 marzo 1985: suicidio di Salvatore Imperatrice (... - 11 marzo 1985).
- 31 maggio 1985: omicidio di Francesca Muroni (65 anni), madre di Giovanni Pandico, fu uccisa da un'autobomba, nell'agguato viene ferita gravemente la cognata Gisella Gioberti e suo fratello Nicola.
- 6 settembre 1985: tentato omicidio di Corrado Iacolare e del suo guardaspalle Antonio Maisto.
- 6 gennaio 1986: tentato omicidio di Don Giuseppe Romano, 52 anni, "sacerdote di fiducia" della famiglia Cutolo, custode dei segreti della malavita. Ripresosi dopo 4 giorni in rianimazione, morì inspiegabilmente all'Ospedale Cardarelli e si sospettò un avvelenamento.
- 30 luglio 1986: duplice omicidio di Vincenzo Marandino, figlio di Giovanni, e Antonio Sabia.
- 21 marzo 1987: omicidio di Mario Iafulli (1954 - 21 marzo 1987) fu un componente della Nuova Camorra Organizzata.
- 5 giugno 1987: Duplice omicidio di Raffaele Nuzzo (fratello di Nicola, boss di Acerra) e Antonio Auriemma, 26 anni. Considerato un boss emergente, Raffaele Nuzzo aveva riorganizzato la banda di fedeli cutoliani dopo l'assassinio del fratello.
- 3 novembre 1987: omicidio di Francesco Affatigato. Fu ucciso dal camorrista della NCO Massimo Scarpa.

Tra la fine degli anni 1980 e la prima metà del decennio successivo si registrarono gli ultimi omicidi (tra cui quello del figlio di Cutolo, Roberto, e quello del suo avvocato, Enrico Madonna), che decretarono il tramonto dell'organizzazione. Tra i più rilevanti si ricordano:
- 4 luglio 1988: duplice omicidio di Luigi e Aniello Rosanova, figli di Alfonso, ex boss di Sant'Antonio Abate ed ex santista della NCO, ucciso nel 1982.
- 17 luglio 1988: omicidio di Sabato Saviano, postino della NCO.
- 4 ottobre 1988: omicidio di Salvatore Iacone, suocero di Raffaele Cutolo.
- 7 febbraio 1989: omicidio di Giuseppe Puca, luogotenente di Cutolo[41].
- 19 febbraio 1989: omicidio di Catello Saturnino, cutoliano.
- 1989: omicidio di Paolo Sorrentino, fratello di Davide Sorrentino (1961 - 1991).
- 1989: omicidio di Antonio Pagano, fu ucciso insieme ad altri tre affiliati.
- giugno 1989: omicidio di Aniello Esposito detto Zambaletto, fedelissimo di Pasquale Scotti.
- 18 ottobre 1989: omicidio di Espedito Ussorio, cutoliano, ucciso dai fratelli Lo Russo.
- 11 ottobre 1990: omicidio di Mario Cuomo.
- 19 dicembre 1990: omicidio di Roberto Cutolo, figlio di Don Raffaele. Mario Fabbrocino si allea con la 'Ndrangheta per vendicare il fratello ucciso nel 1980[42].
- 12 gennaio 1991: omicidio di Aurelio Marandino, fratello di Giovanni.
- 31 maggio 1991: omicidio di Davide Sorrentino.
- 20 maggio 1992: omicidio di Simmaco Zarrillo.
- 2 settembre 1992: omicidio di Luigi Iacone, fratello di Immacolata (moglie di Raffaele Cutolo).
- 8 febbraio 1993 si costituisce Rosetta Cutolo, dopo quasi 12 anni di latitanza[43].
- 15 marzo 1993: omicidio di Mario Umberto Imparato, fu ucciso dalla Polizia a Castellammare di Stabia.
- 7 ottobre 1993: omicidio di Enrico Madonna, avvocato di Cutolo[44].
- 28 novembre 1993: omicidio di Gennaro Baldascini, storico appartenente alla NCO di Raffaele Cutolo. Secondo gli investigatori, il delitto è stato commesso dal clan dei Casalesi in ossequio ad un patto di alleanza con la confederazione di clan raggruppatasi intorno alle famiglie Mallardo-Licciardi-Contini perché sospettato dell'omicidio di Antonio Licciardi avvenuto il 2 giugno 1981.

### Altre guerre di mafia degli anni '80
- Seconda guerra di mafia (coeva guerra di mafia in Sicilia)
- Seconda guerra di 'ndrangheta (coeva guerra di mafia in Calabria)